# Malatisuka
Malatisuka is een bestuurslaag in het regentschap Tasikmalaya van de provincie West-Java, Indonesië. Malatisuka telt 3310 inwoners (volkstelling 2010).